# Redaktion

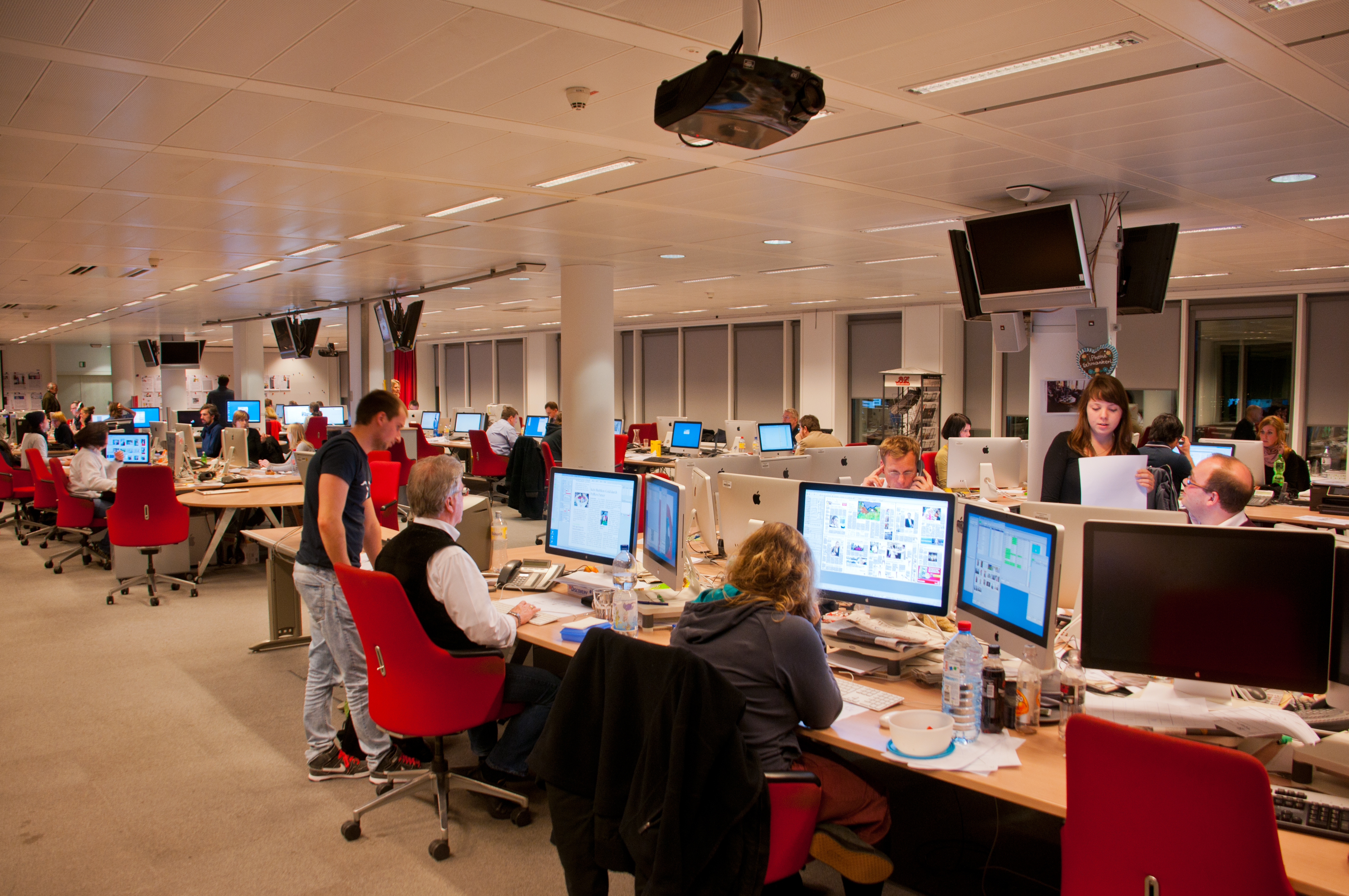
Bildredaktion von „Die Welt“ 2012

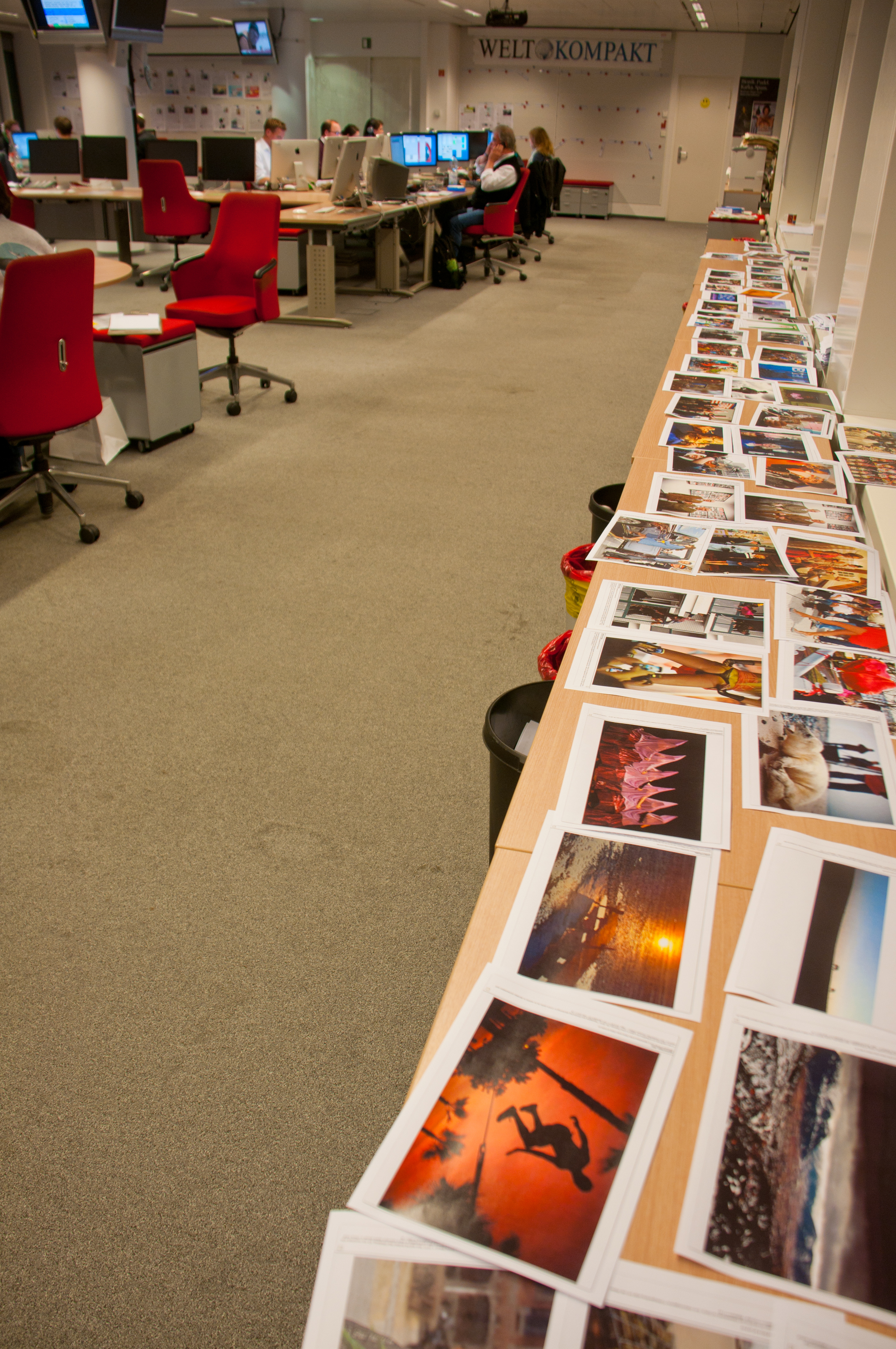
Bildauswahl

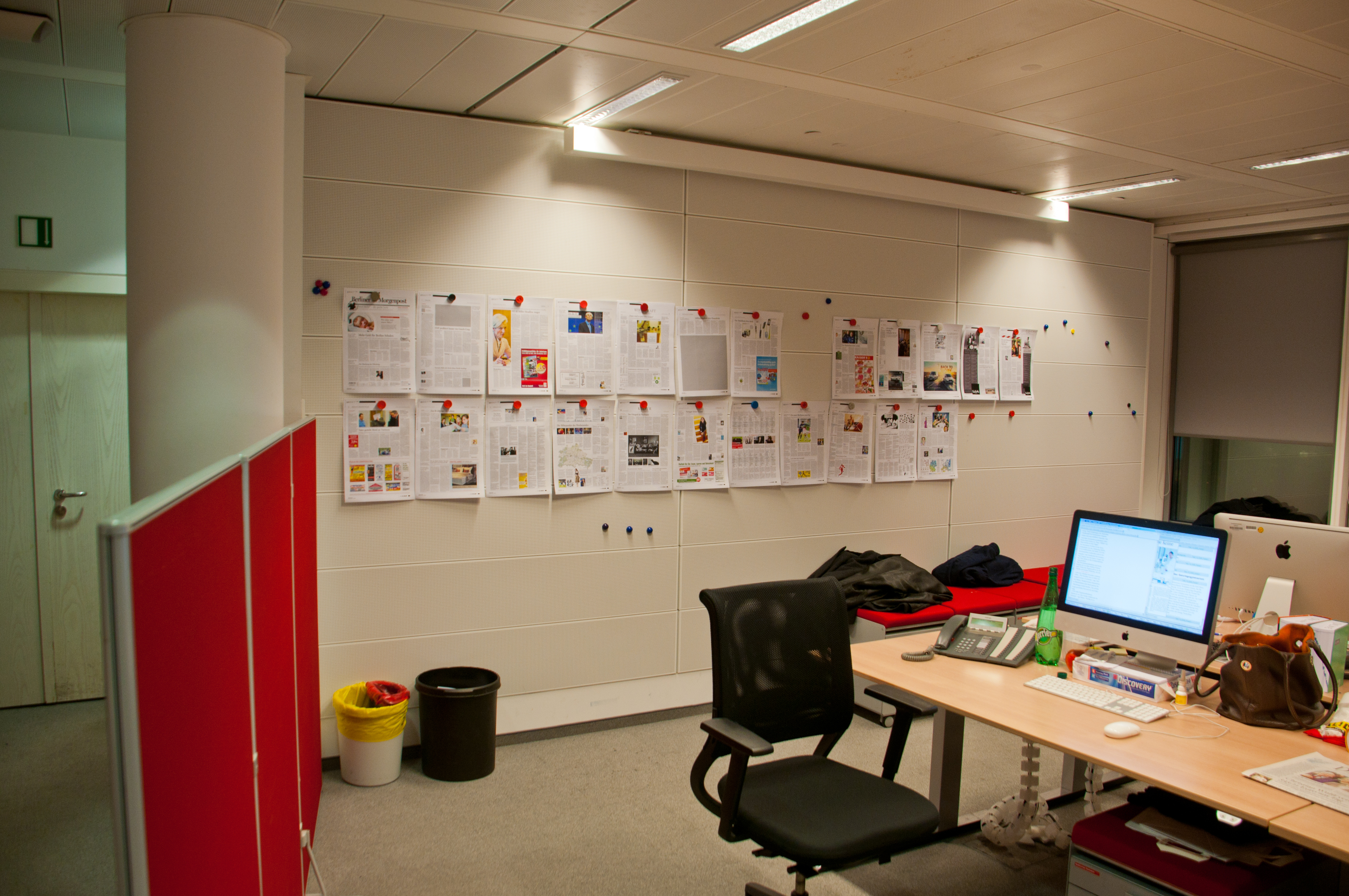
Layoutkontrolle vor dem Druck

Redaktion (zu lateinisch redigere „zurückbringen/-treiben, in einen Zustand bringen“) bezeichnet die Gesamtheit der Redakteure eines Medienbetriebs, deren Büro und ihre Tätigkeit, das Redigieren. Eine Redaktion hat die Aufgabe, Informationen in eine zur Veröffentlichung geeignete Fassung zu bringen. Die Redaktion ist die Abteilung in einem Zeitungs- oder Zeitschriftenverlag, die die journalistische Arbeit erbringt. Sie kann sich aus mehreren spezialisierten Unterabteilungen (Ressorts) zusammensetzen. Dann wird die Konferenz der Redakteure auch „die Redaktion“ genannt.
Der Begriff Redaktion wird aber auch für den eigentlichen (evtl. mehrstufigen) Vorgang des Erstellens von Artikeln verwendet.
Im Branchenjargon von Werbeagenturen und Anzeigenmagazinen werden mit dem Begriff Redaktion – im Gegensatz zu dem oben beschriebenen Gebrauch – auch redaktionelle Texte bezeichnet: „eine Redaktion schreiben“ (im Gegensatz zu „eine PR schreiben“) oder „diese Redaktion erscheint in der nächsten Ausgabe“.

## Aufbau einer Redaktion
Eine Redaktion wird üblicherweise von einem Chefredakteur geleitet und gliedert sich in thematische Ressorts. Bei Zeitungen in die fünf klassischen Ressorts Politik, Wirtschaft, Sport, Feuilleton/Kultur und Lokalnachrichten sowie weitere Ressorts wie etwa Service-, Medien- oder Reiseressorts. Ein Ressort bearbeitet ein bestimmtes Themengebiet sowie Rubriken, für die es eigenverantwortlich und unabhängig von den anderen Ressorts ist. Oftmals werden innerhalb eines Ressorts die einzelnen Themengebiete unter den Redakteuren aufgeteilt, je nach Qualifikation und Wissen der Redakteure. Im Ressort Kultur, das auch als Feuilleton bezeichnet wird, bearbeitet etwa ein Redakteur die Buchrezensionen, ein anderer schreibt über Ausstellungen, der dritte über neue Kinofilme. Eine weitere Möglichkeit der Aufteilung ist die Aufteilung nach journalistischen Darstellungsformen, Textformen. Ein Redakteur spezialisiert sich auf Kommentare, ein anderer eher auf Hintergrundberichte oder Reportagen.
In vielen Redaktionen ist ein Chef vom Dienst (CvD) zuständig für die Koordination von Druck, Anzeigenabteilung, Terminplänen und Wochenenddienst. Er stellt die Schnittstelle zwischen der Redaktion und der Herstellung dar.
In einer oder für eine Redaktion schreiben Redakteure, Pauschalisten, Freie Journalisten und Volontäre, manchmal auch externe Experten.
Pauschalisten liefern der Redaktion für einen monatlichen Pauschalbetrag zu einem spezifischen Themengebiet oder Thema fortdauernd Beiträge. Freie Journalisten arbeiten für ein Zeilenhonorar. Außerdem arbeitet eine Redaktion mit Korrespondenten zusammen. Diese sind in der Regel für ein bestimmtes Gebiet bzw. Land verantwortlich und bilden die Verbindung zur Redaktion. Oft arbeiten Korrespondenten mit mehreren Redaktionen gleichzeitig zusammen.

## Arbeitsablauf in einer Redaktion
Redaktionskonferenzen werden regelmäßig zusammengerufen, bei Tageszeitungen täglich, damit sich die einzelnen Ressorts abstimmen und sich somit die Themen nicht überschneiden. Außerdem werden hier die Schwerpunkte und zugleich der Umfang der nächsten Ausgabe festgelegt. Häufig findet auch die sogenannte „Blattkritik“ statt, in der die Ausgabe des Vortages besprochen wird. Sowohl Rechtschreibfehler als auch inhaltliche Mängel oder ungünstiges Layout kommen hier zur Sprache. Der CvD nimmt an der Festlegung für die nächste Ausgabe auch teil und vermerkt dies alles in einem Seitenspiegel, der heute meist digital erstellt wird. Oft wird in einer gesonderten Bildkonferenz mit den Bildredakteuren, Grafikern, Ressortleitern und dem Chefredakteur die Bildauswahl gemeinsam getroffen.
Heute lösen sich die Ressortgrenzen zusehends auf. Modernes Redaktionsmanagement funktioniert ressortübergreifend. Im Zentrum des modernen Newsrooms steht der gemeinsame Newsdesk, bei dem die Nachrichten zusammenlaufen. Einige Redaktionen setzen inzwischen das First-online-Prinzip um. Dabei wird ein Teil der Beiträge vorab online veröffentlicht.
Der Redakteur bewertet und wählt passende Nachrichten aus. Von freien Journalisten eingereichte Artikel prüft er auf sachliche Richtigkeit, bessert Stil-, Rechtschreib- und Grammatikfehler aus, kürzt oder längt sie und bringt sie ins beim betreffenden Medium übliche Format. Redakteure sind für das Recherchieren und Texten der redaktionellen Inhalte eines Mediums verantwortlich. Außerdem redigieren sie die Artikel freier Mitarbeiter.
In kleineren Redaktionen wählt der Redakteur die Bilder und Aufmacher selbst aus. Größere Magazine oder Tageszeitungen haben häufig eine eigene Bildredaktion, die Fotos zu den Artikeln aus Datenbanken auswählt oder bei freien Fotografen in Auftrag gibt.
Der tägliche Ablauf bei Tageszeitungen: Zunächst werden die aktuellen Ereignisse und das dazugehörige Material sortiert, dann bei der Redaktionskonferenz besprochen und ausgewählt. Nun beginnt die weitere Recherche, das Schreiben oder das Redigieren von Fremdbeiträgen, zumeist von Nachrichtenagenturen, freien Mitarbeitern oder Korrespondenten. Die fertigen Beiträge werden ins Redaktionssystem eingepflegt.
Bevor Artikel in Druck gehen, durchlaufen sie nach Möglichkeit das Korrektorat, in jedem Fall aber die Schlussredaktion. Dort kontrolliert der zuständige Redakteur sie noch einmal auf Fehler und stilistische Mängel, behebt Fehler oder gibt den Artikel dazu an den Redakteur zurück.
Die Schlussredaktion überprüft kurz vor der Imprimatur das Layout der Seiten und der Artikel, die Seitenzahlen und daraufhin, ob die Artikel alle in den richtigen Rubriken stehen und alle Texte freigegeben wurden. In einer Redaktion herrscht häufig Zeitdruck, vor allem bei Tageszeitungen, denn der Inhalt und das Layout müssen bis zum Drucktermin stehen, damit sich die Auslieferung nicht verzögert. Der Redaktionsschluss gibt den Zeitpunkt an, ab dem die fertige Publikation für den Druck vorbereitet wird und keine nachträglichen Änderungen mehr möglich sind.
Früher gab es nahezu ausschließlich Vollredaktionen, die alle Beiträge für ihre Publikation selbst schrieben und erstellten. Heute geht der Trend, vor allem bei Lokal- und Regionalzeitungen, aus Kostengründen zu Mantelredaktionen.
In deutschen Redaktionen erledigt ein Redakteur alle Tätigkeiten von der Recherche bis zum druckfertigen Artikel, in den USA und in Großbritannien wird zwischen einem „reporter“ und einem „editor“ unterschieden. Der eine recherchiert und schreibt, der andere layoutet, formuliert um, redigiert und kümmert sich um die Termineinhaltung.
Die Arbeitsabläufe in einer Redaktion sind Gegenstand der internationalen vergleichenden Journalismusforschung. Eine Studie von Frank Esser verglich z. B. 1998 die Arbeitsweise in den Redaktionen von England und Deutschland.

## Tendenzschutz und Innere Pressefreiheit
Unter Tendenzschutz versteht man das Recht des Eigentümers bzw. des Herausgebers eines Mediums (z. B. einer Zeitung),
- die allgemeine politische, wirtschaftliche und kulturelle Ausrichtung des Presseorgans zu bestimmen (Weisungsrecht),
- Redakteure in Arbeitsverträgen darauf festzulegen und
- bei Meinungsverschiedenheiten den Chefredakteur zu entlassen.

Der Tendenzschutz birgt einige Probleme, wie Paul Sethe in „Der Monat“ (1965) und „Die Welt“ (1995) berichtet: Dort heißt es u. a., „Pressefreiheit ist die Freiheit von zweihundert reichen Leuten, ihre Meinung zu verbreiten, Journalisten, die diese Meinung teilen, finden sie immer. […] Frei ist, wer reich ist.“ Um die Kompetenzen untereinander zu regeln und inhaltliche und prozessuale Standards zu definieren, wurden in vielen Redaktionen Redaktionsstatute vereinbart.
Als Innere Pressefreiheit wird die Unabhängigkeit einer Redaktion gegenüber dem eigenen Verleger bezeichnet. Dies bedeutet insbesondere, dass sich eine Redaktion auch dann auf ein Redaktionsstatut berufen können muss, wenn eine Veröffentlichung möglichen Interessen des Verlegers zuwiderläuft.

## Online-Redaktionen
Seit Mitte der 90er Jahre entstanden neben den klassischen Redaktionen die Online-Redaktionen. Inzwischen arbeiten viele Redaktionen crossmedial. Jede überregionale Zeitung und wahrscheinlich alle Regionalzeitungen verfügen über ein Internetportal. Dafür werden entweder die Artikel der aktuellen Ausgabe bearbeitet oder aber es gibt eine separate Online-Redaktion, die exklusiv für das Internetportal Beiträge/Artikel schreibt.
Der Web-Auftritt muss ständig aktualisiert werden, Artikel müssen angepasst, die neusten Nachrichten und Ereignisse kontinuierlich eingestellt werden. Im Online-Journalismus müssen Texte verlinkt werden. Relativ kurze Texte gelten als Standard. Online-Redakteure müssen über mehr Computerkenntnisse und Internetkenntnisse verfügen als klassische Redakteure.
Ein Beispiel für diese Arbeitsweise bot am 11. September 2001 die Spiegel-Online-Redaktion.

## Sonderaufgaben
Größere Verlage unterteilen Redaktionsressorts in Themen (z. B. Parlamentsredaktion) und Funktionen (z. B. Textredaktion, Bildredaktion, Terminredaktion usw.).